# VIH/sida en Costa de Marfil
El VIH/sida en Costa de Marfil ubica al país en los primeros lugares en el mundo de los afectados por la pandemia. Cerca de 9,5% de la población resulta positiva en las pruebas de VIH.

## Historía
Antes de 2003, el gobierno de Costa de Marfil, con la ayuda de las Naciones Unidas, había logrado poner en marcha un programa de salud que debía llevar tratamiento con antirretrovirales antes de 2005 a 63 000 personas contaminadas.
Sin embargo, con el estallido de la guerra civil, el programa ha sido prácticamente interrumpido debido a la imposibilidad de transitar por el territorio del país, lo que hace imposible el suministro de los medicamentos a los hospitales y el entrenamiento de personal paramédico.
Adicionalmente, el conflicto ha conducido a comportamientos sexuales irresponsables y abuso de drogas, lo que probablemente ha aumentado sustancialmente el número de contaminados.
Una visita humanitaria de las Naciones Unidas en la zona controlada por los rebeldes, en agosto de 2004, ha mostrado la ausencia casi total de medidas sanitarias. El sistema educativo también está paralizado.
Se teme también el esparcimiento de la epidemia de sida hacia los países vecinos Burkina Faso, Malí, Guinea y Ghana, dado que cerca de 500 000 inmigrantes están regresando a sus países debido a la fuerte actitud nacionalista del gobierno actual que se traduce en frecuentes ataques a extranjeros.
En 2013 Michel Sidibé, director del Programa Conjunto de las Naciones Unidas sobre el VIH/sida ONUSIDA, en ocasión de su visita oficial en Costa de Marfil, instó al Gobierno a intensificar sus esfuerzos para la respuesta al VIH.